# La quarta guerra
La quarta guerra (The Fourth War) è un film del 1990 diretto da John Frankenheimer. Il titolo deriva dalla massima di Albert Einstein «Non so con quali armi verrà combattuta la terza guerra mondiale, ma la quarta verrà combattuta con clave e pietre».

## Trama
Germania Ovest, 1988, durante gli anni della guerra fredda il colonnello Jack Knowles viene trasferito in una base militare americana posta nei pressi del confine tra la Germania Ovest e la Cecoslovacchia. Il colonnello, dopo avere assistito all'uccisione di un fuggiasco da parte delle truppe sovietiche vicino alla linea di confine, inizia una guerra personale con il colonnello Valachev, comandante delle truppe del Patto di Varsavia in quel settore. I due, uno reduce dalla guerra in Vietnam e l'altro dalla guerra in Afghanistan, non riescono ad adattarsi al clima di crescente distensione fra le due superpotenze.
I due, tra dispetti personali reciproci e vari sconfinamenti arrivano fino al punto di combattersi a mani nude sulla superficie gelata di un fiume, fino a quando i due eserciti non intervengono, non per combattersi in una guerra ma per impedire loro di farla esplodere.